# Воловая (Одесская область)
Воло́вая (укр. Волова) — село, относится к Балтскому району Одесской области Украины.
Население по переписи 2001 года составляло 434 человека. Почтовый индекс — 66115. Телефонный код — (4866). Занимает площадь 2,55 км². Код КОАТУУ — 5120688802.

## Местный совет
66114, Одесская обл., Балтский р-н, с. Ухожаны